# Donald Mackay (11e Lord Reay)
Pour les articles homonymes, voir Mackay.
Donald James Mackay, 11e Lord Reay (22 décembre 1839 - 1er août 1921) (aux Pays-Bas: Donald Jacob, baron Mackay, seigneur d'Ophemert et Zennewijnen) est un administrateur britannique né en Hollande et un homme politique libéral.

## Jeunesse
Mackay est né Donald Jacob baron Mackay à La Haye, aux Pays-Bas, le fils d'Enée Mackay, 10e Lord Reay, un député néerlandais, et jonkvrouw Maria Catharina Anna Jacoba Fagel, fille de Jacob baron Fagel et Maria Boreel, parente des baronnets Boreel . 

## Carrière politique
Lord Reay succède à son père en 1876 et est naturalisé sujet britannique en 1877 . Il est créé baron Reay, de Durness dans le comté de Sutherland, dans la pairie du Royaume-Uni, en 1881. En 1885, il est nommé gouverneur de Bombay, poste qu'il occupe jusqu'en 1890  Il est nommé Chevalier Grand Commandeur de l'Ordre de l'Empire Indien en 1887 et Chevalier Grand Commandeur de l'Ordre de l'Étoile de l'Inde en 1890. Après son retour en Grande-Bretagne, il est Sous-secrétaire d'État à l'Inde entre 1894 et 1895 dans l'administration libérale de Lord Rosebery. Il est également délégué britannique à la deuxième conférence de paix qui a conduit à la signature de la Convention de La Haye de 1907.  
Peut-être sa contribution la plus mémorable à la politique a été pendant la crise du budget du peuple de 1909-10, où la Chambre des lords, violant une convention remontant à plus de 200 ans, a rejeté le budget. Reay s'est fermement opposé à cet acte et a donné l'avertissement mémorable : "Les oligarchies sont rarement détruites et se suicident plus fréquemment" . 

## Autres postes publics
Outre sa carrière politique et administrative, Lord Reay est recteur de l'Université de St Andrews de 1884 à 1886, président du London School Board (1897 - 1904), président de la Royal Asiatic Society (1893–1921) et de l'University College de Londres et premier président de la British Academy de 1901 à 1907. Il est également Lord Lieutenant du Roxburghshire de 1892 à 1918 et président du premier jour du Congrès coopératif de 1882. Il est admis au Conseil privé en 1906 et est fait chevalier du chardon en 1911 . 
Il reçoit un doctorat honorifique (LL. D) de l'Université de Glasgow lors de leurs célébrations du 450e anniversaire en juin 1901.   

## Famille
Lord Reay épouse Fanny Georgiana Jane, fille de Richard Hasler, d'Aldingbourne, Sussex, en 1877. Ils n'ont pas d'enfants. Il est décédé en août 1921, à l'âge de 81 ans. À sa mort la baronnie de 1881 s'éteint alors qu'il est remplacé au titre écossais par son cousin Eric baron Mackay (1870-1921) auquel succède seulement trois mois plus tard son fils Sir Aeneas Alexander baron Mackay (1905-1963), 13e Lord Reay, membre de la Chambre des Lords (1955-1959) . 